# Sự sôi

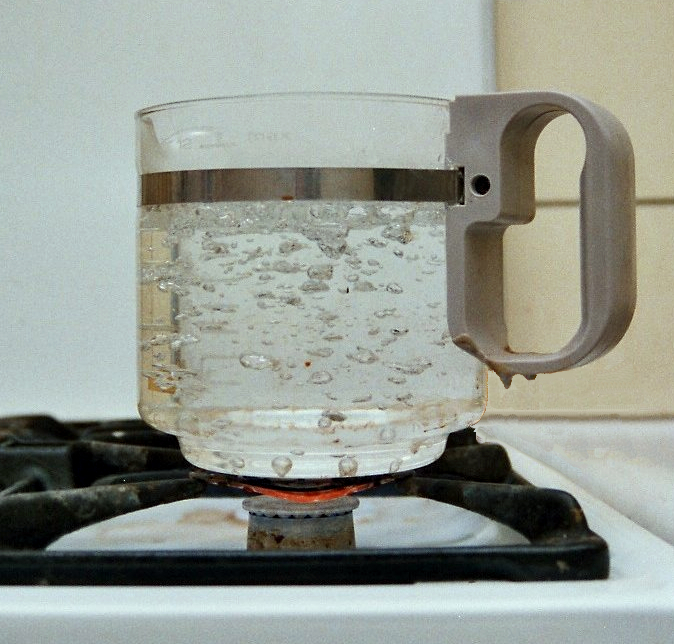
Đun sôi nước

Sự sôi là quá trình chuyển trạng thái của một chất từ thể lỏng sang thể khí xảy ra ở cả bên trong và trên bề mặt chất lỏng.
Nhiệt độ sôi của chất lỏng phụ thuộc áp suất trên mặt thoáng (áp suất khí càng lớn, nhiệt độ sôi càng cao và ngược lại), bản chất của chất lỏng. Trong suốt thời gian sôi nhiệt độ chất lỏng không thay đổi.

## Nhiệt hóa hơi
Nhiệt lượng cung cấp cho khối chất lỏng trong quá trình sôi được gọi là nhiệt hóa hơi của chất lỏng ở nhiệt độ sôi:
Q = Lm
trong đó, L là nhiệt hóa hơi riêng (J/kg) phụ thuộc bản chất của chất lỏng, đơn vị là jun trên kilôgam (J/kg); m là khối lượng của phần chất lỏng đã biến thành khí ở nhiệt độ sôi.
Nhiệt hóa hơi riêng của một chất lỏng có độ lớn bằng nhiệt lượng cần cung cấp để làm bay hơi một kg chất đó ở nhiệt độ sôi.

## Sự ảnh hưởng của áp suất
Áp suất có ảnh hưởng đến nhiệt độ sôi. Áp suất trên mặt thoáng của chất lỏng càng cao thì nhiệt độ sôi càng cao và ngược lại, áp suất càng thấp thì nhiệt độ sôi càng thấp.